# Axelsche Sassing
Axelsche Sassing is een voormalige buurtschap in de Nederlandse gemeente Terneuzen. Het was gelegen tussen Sluiskil en Axel, ten zuiden van de stad Terneuzen.
De buurtschap was genoemd naar de in 1827 aangelegde sluizen (sassen) tussen de Axelse Kreek en het Zijkanaal C, een zijtak van het Kanaal Gent-Terneuzen. De buurtschap wordt voor het eerst genoemd in 1841 en door Van der Aa in zijn Aardrijkskundig woordenboek der Nederlanden in 1851. Hij spreekt van enkele verstrooide huizen met totaal 30 inwoners. Bij de volkstelling van 1899 was er sprake van 17 huizen en 94 inwoners. In 1971 was het aantal inwoners gestegen naar 135 inwoners, daarvan woonde het merendeel, 95 binnen de gemeente Terneuzen (woonplaats; Sluiskil). Onder de gemeente Axel vielen 20 inwoners en evenveel voor het gedeelte dat dan valt binnen de gemeente Sas van Gent, woonplaats Westdorpe. De buurtschap lag verdeeld aan beide kanten van de Tractaatweg, met de hoofdkern aan huizen aan de westkant.
In 1989 werd besloten de hoofdkern van de woonbebouwing van de buurtschap te slopen om verdere uitbreiding van de industrie (en haven) langs het Kanaal Gent-Terneuzen mogelijk te maken. De sloop werd in fases over de jaren heen uitgevoerd. In 2004 werd het door het CBS nog als een eigen plaats geduid. In 2008 werden de laatste woningen van de kern gesloopt. Het bedrijventerrein aan de zuidzijde van het Zijkanaal C is het enige wat nog rest van de kern van de buurtschap. Anno 2024 staan er nog een aantal boerderijen aan de Koegorsstraat en nog wat bewoning aan de Sasweg (en het eerste stuk van de Graafjansdijk) aan de andere kant van de N62 en de N686. Een aantal woningen werden daar gesloopt voor de verbredingen van die wegen, maar in 2012 werd besloten toch een aantal te laten staan. Hoewel er een klein groepje huizen is overgebleven aan de Sasweg aan de kant van Axel wordt dat niet meer gezien als een bestaande buurtschap. Op kaarten, zoals de kadasterkaart, staat vaak nog wel de duiding bij het industrieterrein en het eerste deel van de Koegorsstraat.
Sinds 1952 was Axelsche Sassing van grote afstand herkenbaar aan de graansilo op het bedrijventerrein in het westen van de buurtschap. In 2012 werd de  hoogbouwsilo met een lagere loods gesloopt voor lagere nieuwe graansilo annex opslagloodsen, die in 2013 in gebruik werden genomen.
Steden: Axel · Biervliet · Philippine · Sas van Gent · Terneuzen

Dorpen: Hoek · Koewacht · Overslag · Sluiskil · Spui · Westdorpe · Zaamslag · Zandstraat · Zuiddorpe

Buurtschappen: Den Abeele · Altena · Axelschestraat · Batterij · Berdelingebuurte (deels) · Boerengat · Bontekoe · Boschdorp · Boschdorp · Bouchauterhaven · Cootjesdorp · De Sluis · Driedijk · Driekwart · Drieschouwen · Driewegen · Eendragt · Het Fort · Fort Ferdinandus · Griete · Hasjesstraat · Haven (deels) · Hazelarenhoek · Het Zand · Hoek van de Dijk · Holleken (deels) · Hoogedijk · Isabellahaven · Kampersche Hoek · Kijkuit · Klein Gent · Knol · De Kraag · Kruispad · Kwakkel · Magrette · Mauritsfort · Molenhoek · De Muis · Nieuwemolen · Nieuwlandse Molen · Othene · Oude Molen · Oude Polder · Paradijs · Passluis · Poonhaven · Posthoorn (deels) · De Put · De Ratte · Reedijk · Reuzenhoek · Rijgerij · Roodesluis · Schaapdijk · Schapenbout · Sint Andries · Steenovens · De Sterre · Stoppeldijkveer (deels) · Stroodorpe · Vaartwijk · Vaatje · Val · Varempé · Waterhuis · Watervliet · Wouterij · Wulpenbek · Zaamslagveer · Zandplaat · Zwartenhoek

Streekje: Tweekwart

Historische plaatsen: Axelsche Sassing · Noordhoek · De Stuiver · Triniteit · Vingerling

Zeeland: Steden en dorpen in Zeeland      Nederland: Provincies · Gemeenten